# John Leeds Kerr
John Leeds Kerr (Annapolis, 1780. január 15. – Easton, 1844. február 21.) az Amerikai Egyesült Államok szenátora (Maryland, 1841–1843).